# فهرست قنات‌های شهرستان شهرضا
جدول زیر بر اساس آمار وزارت جهاد کشاورزیتهیه شده‌است. فهرست زیر قنات‌های شهرستان شهرضا در استان اصفهان را نشان می‌دهد.
| نام قنات         | موقعیت                  | نزدیک‌ترین روستا | طول قنات (متر) | تعداد میله چاه | عمق مادر چاه | دبی (لیتر بر ثانیه) | سطح زیر کشت (هکتار) |
| ---------------- | ----------------------- | --------------- | -------------- | -------------- | ------------ | ------------------- | ------------------- |
| آب توت           | بخش مرکزی شهرستان شهرضا | مقصود بیک       | ۳۰۰            | ۱۰             | ۱۳           | ۱                   | ۱                   |
| اردلان           | بخش مرکزی شهرستان شهرضا | کهرویه          | ۱۲۰۰           | ۳۰             | ۱۸           | ۳۵                  | ۳۵                  |
| اسفه سالار       | بخش مرکزی شهرستان شهرضا | اسفه سالار      | ۶۰۰            | ۱۵۰            | ۳۰           | ۲۵                  | ۲۵                  |
| الله‌آباد         | بخش مرکزی شهرستان شهرضا | مزرعه الله‌آباد  | ۵۰۰۰           | ۱۳۰            | ۴۵           | ۳۵                  | ۳۵                  |
| بابوکان          | بخش مرکزی شهرستان شهرضا | بابوکان         | ۹۰۰۰           | ۲۰۰            | ۵۱           | ۸۰                  | ۷۸                  |
| باغرخ            | بخش مرکزی شهرستان شهرضا | باغرخ           | ۲۸۰۰           | ۶۰             | ۲۴           | ۲۰                  | ۲۰                  |
| بوان             | بخش مرکزی شهرستان شهرضا | بوان            | ۶۰۰۰           | ۱۵۰            | ۲۴           | ۸۰                  | ۸۰                  |
| بیدک علیان       | بخش مرکزی شهرستان شهرضا | کهرویه          | ۲۵۰            | ۱۰             | ۱۰           | ۲۰                  | ۲۰                  |
| تله سرخ          | بخش مرکزی شهرستان شهرضا | مزرعه تله سرخ   | ۴۰۰            | ۱۲۰            | ۵۰           | ۳۰                  | ۳۰                  |
| تنگ آبگرم        | بخش مرکزی شهرستان شهرضا | کهرویه          | ۱۰۰            | ۳              | ۵            | ۲۵                  | ۲۵                  |
| حسین‌آباد         | بخش مرکزی شهرستان شهرضا | خسروآباد        | ۴۵۰۰           | ۱۵۰            | ۴۰           | ۳۰                  | ۳۰                  |
| خسروآباد         | بخش مرکزی شهرستان شهرضا | خسروآباد        | ۴۵۰۰           | ۱۵۰            | ۳۵           | ۳۵                  | ۳۵                  |
| دادنجان          | بخش مرکزی شهرستان شهرضا | دادنجان         | ۵۰۰۰           | ۱۲۰            | ۳۰           | ۴۰                  | ۴۰                  |
| دامزاد           | بخش مرکزی شهرستان شهرضا | مزرعه دامزاد    | ۶۵۰۰           | ۱۲۰            | ۲۴           | ۱۵                  | ۱۵                  |
| دم آق ذره بلبلان | بخش مرکزی شهرستان شهرضا | کهرویه          | ۱۵۰            | ۵              | ۱۰           | ۲                   | ۲                   |
| دهک              | بخش مرکزی شهرستان شهرضا | دهک             | ۶۰۰۰           | ۲۰۰            | ۲۱           | ۴۰                  | ۴۰                  |
| زیارتگاه         | بخش مرکزی شهرستان شهرضا | زیارتگاه        | ۴۵۰۰           | ۱۲۰            | ۴۲           | ۷۰                  | ۷۰                  |
| سه راه فارس      | بخش مرکزی شهرستان شهرضا | اسفه سالار      | ۴۰۰            | ۱۰۰            | ۲۶           | ۳۰                  | ۳۰                  |
| سولار            | بخش مرکزی شهرستان شهرضا | سولار           | ۲۵۰۰           | ۱۰۰            | ۳۸           | ۸۱                  | ۸۱                  |
| شاه‌آباد          | بخش مرکزی شهرستان شهرضا | قصرچم           | ۵۰۰            | ۱۰             | ۱۰           | ۲۰                  | ۲۰                  |
| شریف‌آباد         | بخش مرکزی شهرستان شهرضا | مزرعه شریف‌آباد  | ۴۰۰۰           | ۱۰۰            | ۲۹           | ۵۰                  | ۵۰                  |
| عباس‌آباد         | بخش مرکزی شهرستان شهرضا | مزرعه عباس‌آباد  | ۳۵۰۰           | ۷۰             | ۲۴٫۵         | ۱۵                  | ۱۵                  |
| علی‌آباد گچی      | بخش مرکزی شهرستان شهرضا | علی‌آباد گچی     | ۱۵۰۰           | ۳۰             | ۲۵           | ۳۵                  | ۳۵                  |
| عمرواباد         | بخش مرکزی شهرستان شهرضا | عمرواباد        | ۷۰۰۰           | ۲۰۰            | ۵۴           | ۷۵                  | ۷۵                  |
| فضل‌آباد          | بخش مرکزی شهرستان شهرضا | مزرعه فضل‌آباد   | ۷۰۰۰           | ۲۰۰            | ۳۵۰          | ۱۰۰                 | ۱۰۰                 |
| فیض‌آباد          | بخش مرکزی شهرستان شهرضا | مزرعه           | ۵۲۵۰           | ۱۰۰            | ۱۵           | ۱۰                  | ۱۰                  |
| قابچی            | بخش مرکزی شهرستان شهرضا | مزرعه قابچی     | ۴۵۰۰           | ۲۰             | ۶۰           | ۲۰                  | ۲۰                  |
| قاسم‌آباد         | بخش مرکزی شهرستان شهرضا | قاسم‌آباد        | ۲۰۰۰           | ۴۰             | ۲۰           | ۱۰                  | ۱۰                  |
| قصرچم            | بخش مرکزی شهرستان شهرضا | قصرچم           | ۷۰۰۰           | ۲۰۰            | ۴۰           | ۸۰                  | ۸۰                  |
| قوام‌آباد         | بخش مرکزی شهرستان شهرضا | قوام‌آباد        | ۷۵۰۰           | ۲۰۰            | ۲۵           | ۴۶                  | ۴۶                  |
| ماران            | بخش مرکزی شهرستان شهرضا | ماران           | ۳۵۰            | ۱۰۰            | ۲۰           | ۳۵                  | ۳۵                  |
| محمدیه           | بخش مرکزی شهرستان شهرضا | محمدیه          | ۳۰۰۰           | ۱۰۰            | ۲۸           | ۲۰                  | ۲۰                  |
| مرغنگاب شمالی    | بخش مرکزی شهرستان شهرضا | کهرویه          | ۱۲۰۰           | ۳۰             | ۱۵           | ۷                   | ۷                   |
| مرغنگاب ۲        | بخش مرکزی شهرستان شهرضا | کهرویه          | ۴۰             | ۴              | ۱۵           | ۲                   | ۲                   |
| مسینه            | بخش مرکزی شهرستان شهرضا | مسینه           | ۵۰۰۰           | ۱۲۰            | ۲۵           | ۳۰                  | ۳۰                  |
| مقصود بیک        | بخش مرکزی شهرستان شهرضا | مقصود بیک       | ۷۸۰۰           | ۱۴۰            | ۲۷           | ۲۵                  | ۲۵                  |
| مقصود بیک        | بخش مرکزی شهرستان شهرضا | مقصود بیک       | ۳۰۰            | ۱۰             | ۱۴           | ۴                   | ۴                   |
| موغان            | بخش مرکزی شهرستان شهرضا | مزرعه موغان     | ۷۰۰۰           | ۱۵۰            | ۲۴           | ۴۰                  | ۴۰                  |
| میرآباد          | بخش مرکزی شهرستان شهرضا | میرآباد         | ۷۰۰۰           | ۱۵۰            | ۲۰           | ۴۰                  | ۴۰                  |
| نامعلوم          | بخش مرکزی شهرستان شهرضا | نامعلوم         | ۰              | ۰              | ۰            | ۰                   | ۰                   |
| نظرآباد          | بخش مرکزی شهرستان شهرضا | مزرعه نظرآباد   | ۳۵۰۰           | ۱۰۰            | ۴۵           | ۸۰                  | ۸۰                  |
| نیزار            | بخش مرکزی شهرستان شهرضا | مزرعه نیزار     | ۱۰۰۰           | ۲۰             | ۲۳           | ۲۰                  | ۲۰                  |
| هفت یکی          | بخش مرکزی شهرستان شهرضا | هفت یکی         | ۱۵۰۰           | ۳۰             | ۱۵           | ۴۰                  | ۴۰                  |
| وشاره            | بخش مرکزی شهرستان شهرضا | وشاره           | ۸۰۰۰           | ۲۰۰            | ۳۵           | ۱۲۰                 | ۲۰۰                 |
| وصف              | بخش مرکزی شهرستان شهرضا | وصف             | ۵۰۰۰           | ۱۳۰            | ۲۴           | ۲۴                  | ۳۴                  |
| ولندان           | بخش مرکزی شهرستان شهرضا | ولندان          | ۳۷۰۰           | ۱۰۰            | ۲۴           | ۴۰                  | ۴۰                  |
| چغاد             | بخش مرکزی شهرستان شهرضا | مزرعه چغاد      | ۱۰۰۰۰          | ۲۵۰            | ۳۰           | ۲۵                  | ۲۵                  |